# Eleutherodactylus rufescens
Espèce
Synonymes
- Tomodactylus rufescens Duellman & Dixon, 1959

Statut de conservation UICN

 VU  : Vulnérable
Eleutherodactylus rufescens est une espèce d'amphibiens de la famille des Eleutherodactylidae.

## Répartition
Cette espèce est endémique du Michoacán au Mexique. Elle se rencontre au-dessus de 2 000 m d'altitude dans la Sierra de Coalcomán.

## Publication originale
- Duellman & Dixon, 1959 : A new frog of the genus Tomodactylus from Michoacan, Mexico The Texas Journal of Science, vol. 11, no 1, p. 78-82.